# Gut Döllstädt

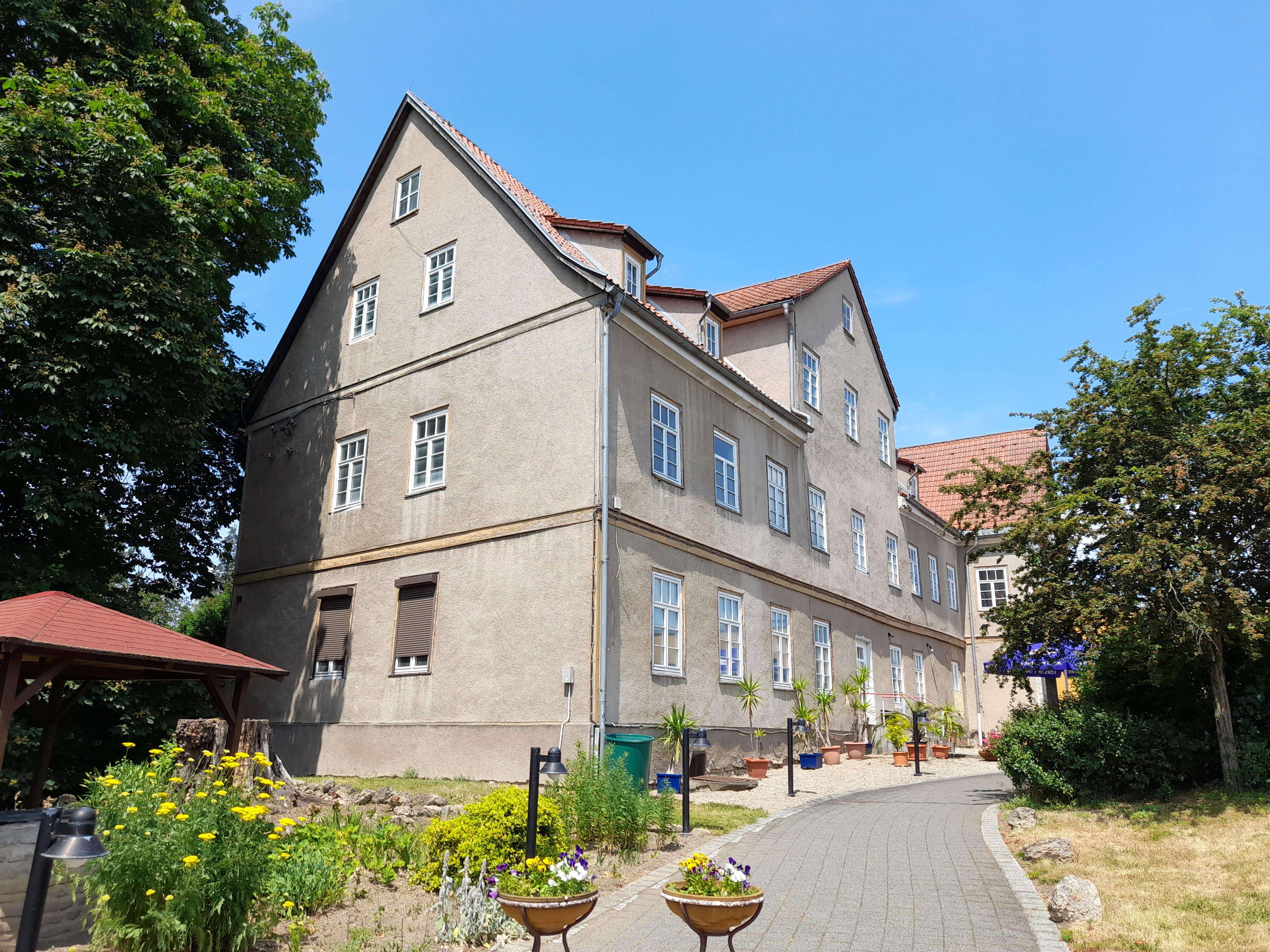
Das ehemalige Herrenhaus

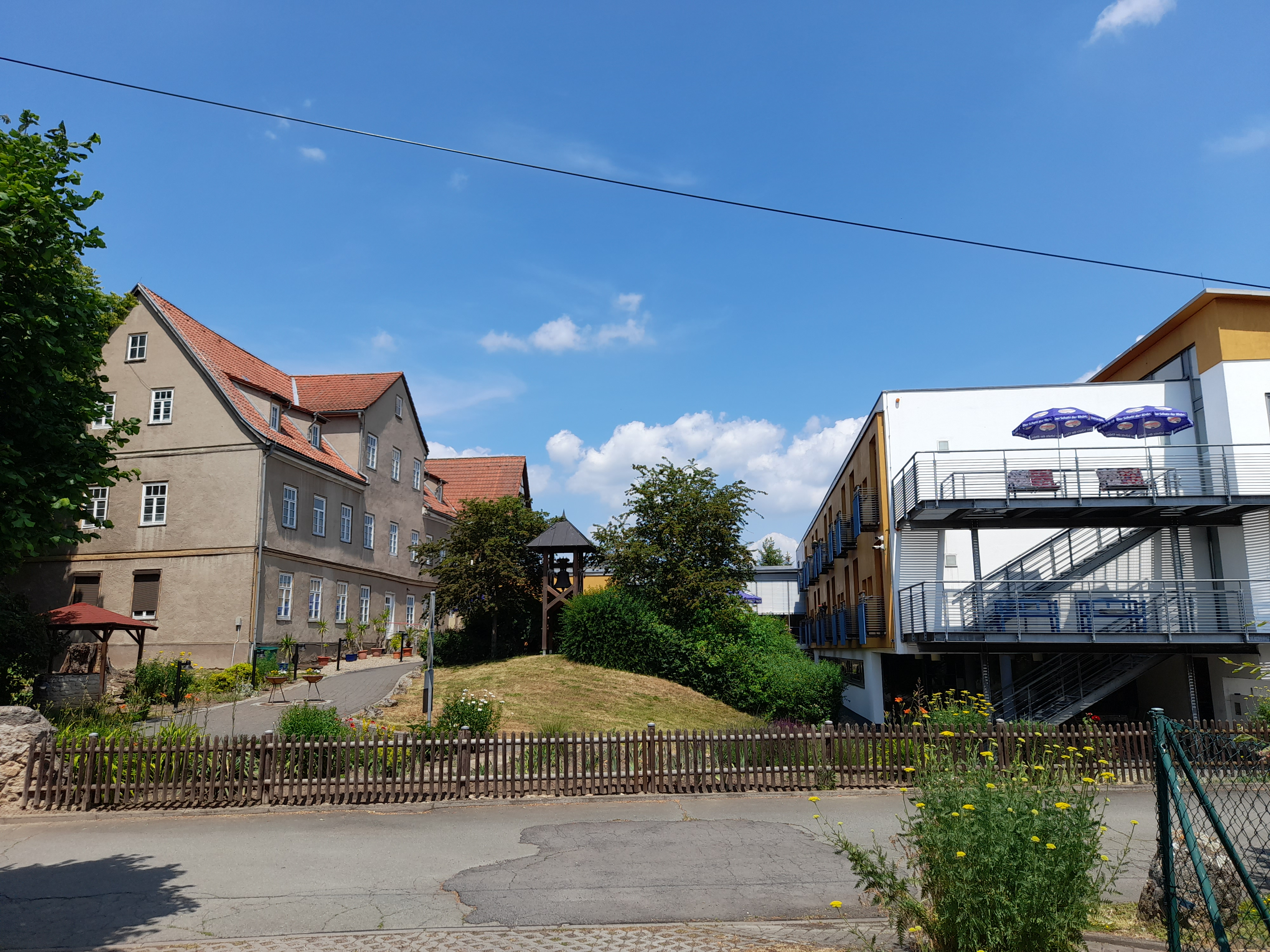
Alt- und Neubau in Konfrontation

Gut Döllstädt bezeichnet einen ehemaligen Gutshof in der Unterstraße 3, 99100 Döllstädt, Landkreis Gotha.

## Bausubstanz
Das ehemalige Gutshaus liegt am südöstlichen Rand des Dorfes. Es handelt sich um ein geräumiges, zweigeschossiges und symmetrisch gestaltetes Gebäude auf hohem Kellersockel. Die Längsfassaden haben neun Fensterachsen. In der Dachzone gibt es auf beiden Seiten jeweils ein dreiachsiges Zwerchhaus. Die Fachwerkfassaden sind verputzt. Als Bauzeit ist die erste Hälfte des 19. Jahrhunderts anzunehmen. Nördlich schließt sich ein ebenso hoher Querbau an, der offenbar aus der Zeit um 1900 stammt.

## Geschichte
Über die frühe Geschichte des Gutes ist wenig bekannt. Aus der Ortsgeschichte geht hervor, dass nach der Reformation aus ehemaligen Besitz des Klosters Döllstädt mehrere Wirtschaftshöfe gebildet worden waren, die von Amtmännern des Herzogtums Sachsen-Gotha verwaltet wurden. 1719 wurde Nicol(aus) Metz, Witwer und Schafmeister auf dem hochadelig „Kauf(f)enbergischen Gut“ in Döllstedt, erwähnt. Er bestellte am 29. Januar des Jahres in Neunheilingen ein Aufgebot mit einer ebenfalls verwitweten Martha Maria, die zuvor mit einem Hans Christian Heßen verheiratet gewesen war. Das Paar heiratete danach in Döllstedt.
1748 wurden drei dieser Wirtschaftshöfe Kammergut des Herzog Friedrich III. von Sachsen-Gotha-Altenburg. Als das Untere Gut wurden sie dann Fideikommissgut des Herzogtums. 1912 wurde das Gut auf 363 ha vergrößert und war Hauptarbeitgeber des Dorfes. 1923 wurde als Pächter ein Eduard Meyer genannt.
Nach 1945 wurde das Anwesen durch die damalige Bodenreform aufgeteilt. Das Herrenhaus wurde 1950 als Altenheim umgebaut. Nach der Wende übernahm der Diakonieverein Döllstädt e.V. die Trägerschaft und ließ das Heim 2001 bis 2002 durch einen „Ersatzneubau“ erheblich erweitern. Es hat heute 60 Heimplätze.